# Pecteilis
Pecteilis é um género botânico pertencente à família das orquídeas (Orchidaceae).

## Espécies
1. Pecteilis cambodiana (Gagnep.) Aver., Prelim. list Vietnam. Orchids 2: 118 (1988)
2. Pecteilis cochinchinensis (Gagnep.) Aver., Prelim. list Vietnam. Orchids 2: 119 (1988)
3. Pecteilis gigantea (Sm.) Raf., Fl. Tellur. 2: 38 (1837)
4. Pecteilis hawkesiana (King & Pantl.) C.S.Kumar, Nord. J. Bot. 22: 526 (2002 publ. 2003)
5. Pecteilis henryi Schltr., Repert. Spec. Nov. Regni Veg. Beih. 4: 45 (1919)
6. Pecteilis ophiocephala (W.W.Sm.) Ormerod, Taiwania 57: 122 (2012)
7. Pecteilis radiata (Thunb.) Raf., Fl. Tellur. 2: 38 (1837)
8. Pecteilis susannae (L.) Raf., Fl. Tellur. 2: 38 (1837)
9. Pecteilis triflora (D.Don) Tang & F.T.Wang, Acta Phytotax. Sin. 1: 62 (1951)